# 深紫'72
深紫'72（ディープパープルななじゅうに、1965年- 2018年12月2日）は、日本の漫画家である。主に成年向け漫画を描く。本名、鏡 佳人。

## 経歴
藤田和日郎のチーフアシスタントを経て商業デビュー。
2018年12月2日、急逝。

## 作品
- “指導”お願いします（ル・コミックス、東京三世社）1995年8月 ISBN 978-4885709340
- あい子のいちばん長い日（ル・コミックス、東京三世社）1996年4月 ISBN 978-4885709760
- 深紫’72伝説（OAK comix、オークラ出版）1996年5月 ISBN 978-4900780972
- セイント★シャワー（ル・コミックス、東京三世社）1997年2月 ISBN 978-4812600337
- 淫妻（EXコミックス、桜桃書房）1998年4月 ISBN 978-4756708526
  - 淫妻 -特別編- - タカラ映像から実写化された事に合わせ、2015年に描き下ろし
- きらら少女華劇団（ル・コミックス、東京三世社）1998年4月 ISBN 978-4812601594
- LOVES（ECコミックス、英知出版）1998年7月 ISBN 978-4754290078
- 麗奴の雫（MDコミックス、メディアックス）1999年10月 ISBN 978-4896133950
- 濡れ牝色情ポルノ（ル・コミックス、東京三世社）1999年10月 ISBN 978-4812604946
- 若妻・麻梨花（ル・コミックス、東京三世社）2001年3月、ISBN 978-4062568173
- 晒された痴態（EC文庫、英知出版）2001年7月 ISBN 978-4754231033
- ポニーちゃんvsフォクシーちゃん（ワニマガジンコミックス、ワニマガジン社）2001年10月 ISBN 978-4898299067
- がんばり処女（ミリオンコミックス、大洋図書）2002年10月 ISBN 978-4813009245
- プルフル。（ミリオンコミックス、大洋図書）2003年10月 ISBN 978-4813009450
- ラヴュッ娘お兄ちゃん（ミリオンコミックス、大洋図書）2004年11月 ISBN 978-4813009887
- レディーズへようこそ（ECコミックス、英知出版）2005年2月 978-4754291297
- 聖水戦士セイント★シャワー（二次元ドリームコミックス、キルタイムコミュニケーション）2007年3月 ISBN 978-4860323684
- Immoral splash! （二次元ドリームコミックス、キルタイムコミュニケーション）2008年3月 ISBN 978-4860325527
- はたらく牝犬たち（XOコミック、オークス）2014年3月 ISBN 978-4799005729
- たぎれ!一番星 (KATANA、ヒーロークロスライン) 2015年
- NEOCROSS トリアプロクス編 (KATANA、ヒーロークロスライン) 2015年 - The Boots Headquartersでの合同名義作品